# Xylotrechus tetersus
Xylotrechus tetersus är en skalbaggsart som beskrevs av Holzschuh 2003. Xylotrechus tetersus ingår i släktet Xylotrechus och familjen långhorningar.
Artens utbredningsområde är Laos. Inga underarter finns listade i Catalogue of Life.